# Лавров, Виктор Васильевич (футболист)
Виктор Васильевич Лавров (31 августа (13 сентября) 1909, Москва, — 19 сентября 1983, там же) — советский футболист, нападающий.

## Биография
Играть в футбол начал 1920-е годы в Клубе имени Кухмистерова Курской железной дороги вместе с Аркадием Чернышёвым. В 1930 году поступил в Московский институт инженеров транспорта и решил закончить с футболом. Однажды Лавров сыграл в матче двух железнодорожных команд и получил приглашение от селекционера московского «Локомотива» Николая Хорева сыграть в 5-й команде Клуба имени Октябрьской революции (КОР) и вскоре стал выступать за первую команду КОР.
В 1936 году перешёл в «Локомотив». 22 мая 1936 года забил первый мяч в истории футбольных чемпионатов СССР.
В течение карьеры был подвержен травмам. Завершил выступления на высоком уровне после травмы, нанесённой Лаврову игроком «Ростсельмаша» Водопьяновым.
Затем выступал на любительском уровне. В 1955 году стал чемпионом Вооружённых сил СССР среди коллективов физкультуры. Работал главным инженером в секретном НИИ, а за отдельную плату тренировал команду и играл за неё. Также работал в Лужниках.
Обладатель Кубка СССР по футболу 1936 года, забил гол в финальном матче.
Похоронен на Введенском кладбище (30 уч.).
Сын Валентин Лавров — литературовед и писатель; академик РАЕН, профессор.

## Память
- Его имя увековечено на Аллее славы стадиона «РЖД Арена»[источник не указан 1804 дня].